# 背膠

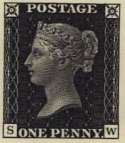
黑便士是最早使用背膠的郵票，同時也是世界上第一張郵票。

郵票上的背膠指郵票背面一層用來保存郵票、方便黏貼，吸收濕氣，或是使郵票維持平坦的膠水，“黑便士”（PENNY BLACK）是世界上首先有背膠的郵票。除了一般的膠水之外，有些郵票使用的背膠帶有香味。且一般來說，背膠是無毒無臭的。一些国家也发行过使用不干胶作为背胶的邮票。